# Hana Goda
Hana Goda (* 12. Dezember 2007) ist eine ägyptische Tischtennisspielerin.

## Karriere

Weltranglistenpositionen der afrikanischen Top-100-Spielerinnen

Bereits 2015, im Alter von sieben Jahren, spielte Goda mit den Swedish Junior and Cadet Open ihr erstes internationales Turnier im Jugendbereich. 2016 wurde sie erstmals in der Weltrangliste geführt, bis dafür ab 2018 nur noch Ergebnisse aus dem Erwachsenenbereich gewertet wurden. 2019 nahm sie erstmals an der Jugend-Weltmeisterschaft teil und gewann Gold bei der Jugend-Afrikameisterschaft. 2021 wurde sie Jugend-Vizeweltmeisterin im Einzel, nachdem sie das Finale mit 2:4 gegen ihre Doppelpartnerin Miwa Harimoto verloren hatte, mit der zusammen sie Gold im Doppel holte. Ab diesem Jahr trat Goda zudem im Erwachsenenbereich an und wurde, nachdem sie im Halbfinale die amtierende Meisterin Dina Meshref geschlagen hatte, Vize-Afrikameisterin. Mit 13 Jahren war sie dabei die jüngste Finalistin in der Geschichte der Afrikameisterschaften.
Im Mai 2022 rückte Goda in der Weltrangliste erstmals in die Top 50 vor, im selben Monat gewann sie im Alter von 14 Jahren den Africa Cup und stellte damit einen neuen Rekord auf. Dadurch erreichte sie auch Weltranglistenplatz 33 und wurde damit zum ersten Mal die bestplatzierte afrikanische Spielerin. Bei der Jugend-Afrikameisterschaft holte sie alle vier Titel im Einzel, Doppel, Mixed und mit dem Team. Bei der Jugend-Weltmeisterschaft gewann sie Gold im Mixed, im Teamwettbewerb konnte sie zudem die Chinesinnen Ding Yijie und die Siegerin im Einzel Yan Yutong schlagen. 2023 gewann Goda den Africa Cup erneut und wurde zudem Afrikameisterin, 2024 folgte Gold bei den Afrikaspielen und erneut bei der Afrikameisterschaft. Im selben Jahr nahm sie zum ersten Mal an den Olympischen Spielen teil, im Einzel schied sie in der ersten Runde gegen Britt Eerland aus.

## Turnierergebnisse
| Verband | Veranstaltung              | Jahr | Ort               | Land | Einzel        | Doppel        | Mixed         | Team          |
| ------- | -------------------------- | ---- | ----------------- | ---- | ------------- | ------------- | ------------- | ------------- |
| EGY     | Afrikameisterschaft        | 2024 | Addis Abeba       | ETH  | Gold          | Gold          |               | Gold          |
| EGY     | Afrikameisterschaft        | 2023 | Radès             | TUN  | Gold          |               | Halbfinale    | Gold          |
| EGY     | Afrikameisterschaft        | 2021 | Yaoundé           | CMR  | Silber        |               | Halbfinale    | Gold          |
| EGY     | Africa Cup                 | 2025 | Tunis             | TUN  | Gold          |               |               |               |
| EGY     | Africa Cup                 | 2024 | Kigali            | RWA  | Halbfinale    |               |               |               |
| EGY     | Africa Cup                 | 2023 | Nairobi           | KEN  | Gold          |               |               |               |
| EGY     | Africa Cup                 | 2022 | Lagos             | NGR  | Gold          |               |               |               |
| EGY     | Afrikaspiele               | 2024 | Accra             | GHA  | Gold          |               |               | Gold          |
| EGY     | Mittelmeerspiele           | 2022 | Oran              | ALG  | Viertelfinale |               |               | Gold          |
| EGY     | Olympische Spiele          | 2024 | Paris             | FRA  | letzte 64     |               |               | Achtelfinale  |
| EGY     | WTT Series (Contender)     | 2025 | Lagos             | NGR  | Achtelfinale  | Silber        | Achtelfinale  |               |
| EGY     | WTT Series (Contender)     | 2025 | Tunis             | TUN  | Achtelfinale  |               | Halbfinale    |               |
| EGY     | Weltmeisterschaft          | 2025 | Doha              | QAT  | letzte 32     | letzte 32     |               |               |
| EGY     | Weltmeisterschaft          | 2024 | Busan             | KOR  |               |               |               | Achtelfinale  |
| EGY     | Weltmeisterschaft          | 2023 | Durban            | RSA  | letzte 64     | letzte 64     | letzte 64     |               |
| EGY     | Weltmeisterschaft          | 2022 | Chengdu           | CHN  |               |               |               | 19.–24. Platz |
| EGY     | World Cup                  | 2025 | Macau             | MAC  | 17.–32. Platz |               |               |               |
| EGY     | World Cup                  | 2024 | Macau             | MAC  | 33.–48. Platz |               |               |               |
| EGY     | Jugend-Afrikameisterschaft | 2022 | Tunis             | TUN  | Gold          | Gold          | Gold          | Gold          |
| EGY     | Jugend-Afrikameisterschaft | 2019 | Accra             | GHA  | Gold          |               |               | Gold          |
| EGY     | Jugend-Weltmeisterschaft   | 2024 | Helsingborg       | SWE  | Halbfinale    | Achtelfinale  | Viertelfinale |               |
| EGY     | Jugend-Weltmeisterschaft   | 2023 | Nova Gorica       | SLO  | letzte 32     | Viertelfinale | Achtelfinale  | Viertelfinale |
| EGY     | Jugend-Weltmeisterschaft   | 2022 | Radès             | TUN  | Achtelfinale  | Achtelfinale  | Gold          |               |
| EGY     | Jugend-Weltmeisterschaft   | 2021 | Vila Nova de Gaia | POR  | Silber        | Gold          | Achtelfinale  | 9.–12. Platz  |
| EGY     | Jugend-Weltmeisterschaft   | 2019 | Korat             | THA  | Qual.         | letzte 32     | letzte 64     | 11. Platz     |